# Tubarão-crocodilo
O tubarão-crocodilo (Pseudocarcharias kamoharai) é a única espécie de tubarão da família Pseudocarchariidae.

## Descrição
É um tubarão fusiforme de tamanho médio, medindo em cerca de 100 cm.
Tem coloração cinza na parte superior, sendo mais claro na parte inferior, e tem barbatanas com bordas brancas, às vezes com pequenas manchas brancas no corpo e uma mancha branca entre a boca e as fendas branquiais.
Possui olhos muito grandes sem membrana nictitante, longas fendas branquiais estendendo-se até a superfície dorsal da cabeça e dentes lanceolados. Barbatanas dorsais pequenas e baixas, com a segunda barbatana dorsal com menos de metade do tamanho da primeira mas maior que a barbatana anal. A barbatana peitoral é larga e arredondada.

## Distribuição
Habitam profundidades de 0 m a 590 m, em regiões subtropicais dos oceanos do Indo-Pacífico e Atlântico.
Acredita-se que apresentam migrações verticais, ocorrendo em águas mais profundas durante o dia e movendo-se em direção à superfície à noite.

## Conservação
A avaliação anterior da IUCN inferiu reduções populacionais a partir de reduções em tubarões maiores que ocorrem concomitantemente, resultando em uma avaliação de Quase Ameaçada. No entanto, os encontros e as taxas de captura do tubarão-crocodilo na pesca pelágica com palangre têm aumentado ao longo do tempo; é incerto se isso é resultado da natureza inconstante das pescarias ou da possibilidade de liberação de mesopredadores. 
Embora isso precise de mais confirmação, o tubarão-crocodilo é generalizado, parece estar aumentando em abundância e é avaliado como de menor preocupação.
Outro fator que contribui para essa categoria é que tem uma importância comercial reduzida, uma vez que sua carne não é apreciada; isso o leva a não ser alvo de pesca predatória, por mais que ocasionalmente seja vítima de pesca acidental (bycatch em inglês) em pescarias de peixes economicamente desejados.